# باربی در یک داستان پری دریایی ۲
باربی در یک داستان پری دریایی ۲ (به انگلیسی: Barbie in a Mermaid Tale 2) فیلم پویانمایی فانتزی محصول سال ۲۰۱۲ به‌کارگردانی ویلیام لائو و تهیه‌کنندگی متل اینترتینمنت (تحت نام باربی اینترتینمنت) با رین‌میکر اینترتینمنت می‌باشد. این فیلم در ۲۷ فوریهٔ سال ۲۰۱۲ بر روی دی‌وی‌دی و در ۲۵ مارس سال ۲۰۱۲ برای اولین‌بار در تلویزیون بر روی نیکلودئون به‌نمایش در آمد.

## جستارهای بسته
- فهرست فیلم‌های باربی